# جوليان ريتر
جوليان ريتر (بالإنجليزية: Julian Ritter)‏ هو رسام أمريكي، ولد في 19 سبتمبر 1909 في هامبورغ في ألمانيا، وتوفي في 4 مارس 2000 في Kula, Hawaii ‏ في الولايات المتحدة.